# Хоффман, Мэт
Мэт Хо́ффман (англ. Mat Hoffman, род. 9 января 1972, Оклахома-Сити) — американский BMX-райдер, который считается одним из лучших верт-рамповых райдеров в истории спорта. Он имеет прозвище «Кондор» и управляет брендом BMX Freestyle Hoffman BMX Bikes, базирующимся в Оклахома-Сити, Оклахома, США. По контракту он выступал за компанию Haro Bikes.

## Карьера
В 1983 году, когда Хоффману было 11 лет, он участвовал в соревнованиях в «Мэдисон-сквер-гарден». Он научился кататься на BMX самостоятельно, и у него не было других гонщиков для сравнения. Он вспоминает: «Когда я приехал на это соревнование, я сказал: „Вау, похоже, я катаюсь лучше, чем все остальные“».
В 1987 году, в возрасте 15 лет, Хоффман стал самым молодым спортсменом, который присоединился к фристайл трассе BMX и был принят на работу в компанию Haro Bikes. Статья в журнале Ride Magazine комментировала: «Что еще остается сказать о парне, который проигнорировал все установленные рамки и переопределил верт-катание — в 15 лет». В 1989 году он выиграл первое соревнование, в котором участвовал как профессионал, и получил чек на 2200 долларов, после победы в любительском соревновании того дня, взяв титул чемпиона года в любительском разряде.
В 1991 году Хоффман получил звание профессионала и открыл компании Hoffman Promotions и Hoffman Bikes.
Он разработал серию Bicycle Stunt (BS), чтобы дать райдерам место для соревнований и демонстрации своих талантов. В 1995 году ESPN присоединился к Hoffman Promotions, чтобы ежегодно производить и транслировать эту серию.
Рост Hoffman Promotions привел к появлению Hoffman Sports Association (H.S.A.), организатора соревнований по BMX-фристайлу по всему миру, таких как X Games от ESPN и все международные соревнования по велосипедным трюкам X Games.
Хоффман был продюсером, режиссером и ведущим нескольких телесериалов для ESPN, включая «Дети в пути», HBtv и «Мир Мэта». В феврале 2008 года Хоффман стал продюсером и ведущим программы «Трибьют Ивелу Книвелю от Мэта Хоффмана» с Джонни Ноксвиллом, которая транслировалась на MTV и включала трюки Трэвиса Пастраны, Триггера Ганна, Аллана Кука и Дэвина Хэлфорда.
В феврале 2018 года Хоффман был введен в Зал спортивной славы штата Оклахома.

## Видеоигры
Хоффман работал с Activision над видеоиграми Mat Hoffman’s Pro BMX (2001) и Mat Hoffman’s Pro BMX 2 (2002), последняя была выпущена вместе с телешоу Mat Hoffman’s Pro BMX 2 Tour, которое транслировалось на ESPN2 и доступно на DVD и VHS.
Хоффман также появился в качестве игрового персонажа в играх Tony Hawk’s Pro Skater 4 (2002) и Tony Hawk’s American Wasteland (2005), также выпущенных Activision.